# Šesterná vazba

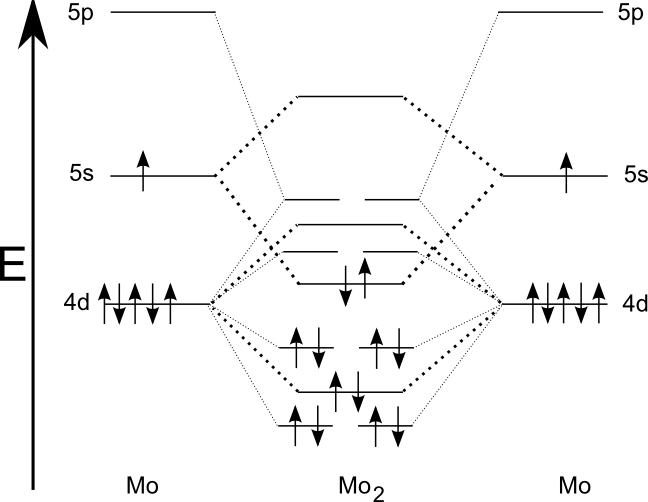
Diagram molekulových orbitalů dimolybdenu

Šesterná vazba je taková kovalentní vazba, které se účastní 12 elektronů a jejíž řád vazby je 6. Jediné známé molekuly obsahující pravé šesterné vazby jsou molekuly plynného molybdenu (Mo2), vznikající při teplotách nad 4639 °C, a wolframu, který se vyskytuje při teplotách nad 5930 °C. Nepředpokládá se, že by jakýkoliv prvek s protonovým číslem pod 100 (které odpovídá fermiu) mohl vytvářet vazby vyšších řádů než 6 mezi dvěma svými atomy, ovšem stále není známo, zda takové vazby nejsou možné mezi atomy rozdílných prvků.

## Dimolybden a diwolfram
Dimolybden (Mo2) byl pozorován v plynném skupenství za nízkých teplot (7 K), připraven byl laserovým odpařováním z molybdenové destičky a zkoumán pomocí blízké infračervené a ultrafialové spektroskopie. Podobně jako u dichromu se předpokládá, že dimolybden vzniká v singletovém stavu. Vyššímu řádu vazby odpovídá její menší délka (194 pm). Singletový základní stav 1Σg+ se předpokládá i u diwolframu, který může vzniknout kombinací dvou základních stavů 5D0 nebo dvou excitovaných stavů 7S3 atomů wolframu. Pouze z druhého uvedeného stavu se vytváří stabilní dimer obsahující šesternou vazbu. Dichrom a dimolybden dosahují nejstabilnějšího základního stavu svých dimerů podobnými způsoby.

## Efektivní řád vazby

### Konstanty síly vazby
Formální řád vazby je roven aritmetickému průměru počtu elektronů ve vazebných a protivazebných orbitalech, tedy průměru dvou celých čísel. Efektivní řád vazby je definován jako:
{\displaystyle EBO=\left({\frac {1}{2}}\right)\sum _{p=1}(\eta _{b,p}-\eta _{ab,p})-c}
kde ηb je formální obsazení vazebného orbitalu elektronovými páry p, ηab je obsazení protivazebného orbitalu elektronovými páry p a c je korekční faktor vyjadřující změny rovnovážného tvaru. U šesterné vazby by mělo jít o p = 6 elektronových párů. Formální šesterná vazba má dvanáct elektronů ve vazebných orbitalech. Efektivní a formální řád vazby si jsou rovné pouze tehdy, když zaujímá molekula svou nejstabilnější geometrii. Efektivní řád je tedy obvykle nižší, neceločíselný a menší než formální řád. V následující tabulce jsou porovnány efektivní a formální řády vazeb v několika molekulách.
| Molekula     | Formální řád vazby | Efektivní řád vazby |
| ------------ | ------------------ | ------------------- |
| Cr2          | 6                  | 3,5                 |
| [PhCrCrPh]   | 5                  | 3,5                 |
| Cr2(O2CCH3)4 | 4                  | 2,0                 |
| Mo2          | 6                  | 5,2                 |
| W2           | 6                  | 5,2                 |
| Ac2          | 3                  | 1,7                 |
| Th2          | 4                  | 3,7                 |
| Pa2          | 5                  | 4,5                 |
| U2           | 6                  | 3,8                 |
| [PhUUPh]     | 5                  | 3,7                 |
| [Re2Cl8]2−   | 4                  | 3,2                 |

Dimolybden a diwolfram jsou jediné známé molekuly s efektivním řádem vazby vyšším než 5, což odpovídá paterné a částečně vytvořené šesté kovalentní vazbě. Dichrom, v jehož molekulách jsou formálně šesterné vazby, se nejlépe popisuje jako dvojice atomů chromu se všemi elektronovými spiny navzájem feromagneticky spárovanými. Molekula diuranu má také formálně šesternou vazbu, ovšem na základě relativistických kvantově mechanických výpočtů bylo zjištěno, že ve skutečnosti jde o čtvernou vazbu se čtyřmi elektrony navzájem feromagneticky spárovanými. U předchozích výpočtů se s elektronovým molekulovým hamiltoniánem nepočítalo jako s relativistickým a vycházel řád vazby 4,2 s dvěma feromagneticky spárovanými elektrony. Je známo několik dimerů kovů, jejichž atomy jsou pohromadě drženy pouze van der Waalsovými silami, kvůli slabé účasti d elektronů na vazbě. Patří k nim d9 molekuly mincovních kovů (mědi, stříbra a zlata) a také d10 kovy, jako jsou zinek, kadmium a rtuť. Spektroskopickým zkoumáním několika kovových dimerů byla zjištěna korelace mezi naměřenou konstantou síly vazby a vypočteným řádem vazby, vyšší síla odpovídala vyššímu řádu vazby. Podle Johnstonova vzorce závisí řád vazby na konstantě síly takto:
n = ke/ke(1),
kde n je řád vazby, ke je součet konstant síly všech vazeb a ke(1) je konstanta síly jedné vazby kov-kov. V následující tabulce jsou konstanty síly některých dimerů kovů srovnány s jejich efektivními řády vazby.
| Dimer | Konstanta síly (Å) | Efektivní řád vazby |
| ----- | ------------------ | ------------------- |
| Cu2   | 1,13               | 1,00                |
| Ag2   | 1,18               | 1,00                |
| Au2   | 2,12               | 1,00                |
| Zn2   | 0,01               | 0,01                |
| Cd2   | 0,02               | 0,02                |
| Hg2   | 0,02               | 0,02                |
| Mn2   | 0,09               | 0,07                |
| Mo2   | 6,33               | 5,38                |

V molekule dimolybdenu je tak šesterná vazba, protože její konstanta síly je oproti jednoduché vazbě více než pětinásobná. Takto získané hodnoty ovšem ne vždy souhlasí s hodnotami spočítanými podle Roose, například diwolfram má konstantu síly 6,26 a řád vazby 2,96, což nesprávně naznačuje, že je vazba v diwolframu slabší než v dirheniu. K potvrzení řádu vazby jsou tak často nutné kvantově mechanické výpočty.

### Délky a druhy vazby
Délka šesterné vazby v dimolybdenu je 194 pm, což je výrazně méně než u sloučenin dimolybdenu s čtvernými vazbami. Na základě kvantově mechanických výpočtů bylo zjištěno, že vazbu tvoří dvě vazby sigma, dvě vazby pí a dvě vazby delta, přičemž vazby sigma a pí přispívají k celkové vazbě více než vazby delta. Tato vícenásobná vazba vede k tomu, že rovnovážná délka vazby je mnohem kratší než u dimerů ostatních 4d přechodných kovů. I když u dimerů přechodných kovů nebyla nalezena žádná vazba fí, tak by se měla vyskytovat u aktinoidů vytvářejících šesterné vazby, pokud takové vazby mohou vznikat; alespoň jedna vazba fí by měla být součástí paterných vazeb v diuranu a dineptuniu. U lanthanoidů ani u aktinoidů nebyly dosud šesterné vazby pozorovány.

## Vliv ligandů na šesternou vazbu

### Aromatické ligandy
Rozšířením z dimerů na větší molekuly přináší možnost výskytu skutečné šesterné vazby u jiných komplexů. U dirhenocenu byla na základě výpočtů podle teorie hraničních molekulových orbitalů určena možná singletová a tripletová geometrie komplexu. I když se u stabilnějšího tripletového stavu předpokládá formální řád vazby 5, tak by se u méně stabilního singletového stavu měla vyskytovat šesterná vazba s menšími vzdálenostmi Re-Re.
Další sloučeniny, u kterých se předpokládá šesterná vazba, jsou komplexy dibenzenu Cr2(C6H6)2, Mo2(C6H6)2 a W2(C6H6)2. V tripletových stavech s grupami symetrie D6h a D6d se u všech těchto sloučenin předpokládá výskyt šesterné vazby. Z kvantově mechanických výpočtů ovšem vyplývá, že příslušné D2h singletové geometrie vzniklé v důsledku Jahnova–Tellerova efektu z  D6h tripletových stavů jsou mnohem stabilnější. V dichrom-dibenzenových sloučeninách má tripletový stav oproti singletovému o 163 kJ/mol větší energii oproti singletovému stavu nižšího řádu vazby, o 80 kJ/mol oproti singletovému stavu molybdenového analogu a o 13 kJ/mol vůči singletovému stavu wolframového analogu. V komplexech způsobuje tripletový stav velkou délku vazby C-Cr a silná vazba na atomy kovů tak má větší význam než vazby mezi kovovými centry.

### Kyslíkové ligandy
Podle kvantově mechanických propočtů šesterná vazba u diwolframu slábne s rostoucím oxidačním číslem. Navyšováním počtu oxo ligandů navázaných na molekulu W2 za vzniku W2On (n = 1-6) komplexů dochází k narušení šesterné vazby a snížení jejího řádu. Slabé vazby delta zaniknou jako první, výsledkem čehož je molekula W2O obsahující čtvernou vazbu, poté se vytvoří W2O6. Nárůst úrovně oxidace je doprovázen snižováním vazebné energie šesterné vazby W-W, která je již sama o sobě slabá, a nárůstem energie oxo vazeb.

### Vliv halogenace
Halogenací dimolybdenu a diwolframu trifluorjodmethanem vznikají bis(trifluorjodmethano)dimolybden a obdobný komplex wolframu, které mají neobvyklé chování vazeb. V obou těchto molekulách jsou vazby krátké oproti dimerům sousedních kovů , což je způsobeno přítomností šesterné vazby, ovšem energie jejich vazeb jsou velmi nízké. Halogenace dimolybdenu trifluorjodmethanovými ligandy vede ke snižování řádu a nárůstu délky vazby, zatímco u diwolframu se délka vazby při snižování jejího řádu také snižuje. V důsledku malé délky vazby Mo-Mo se 5s orbitaly podílí na vazbě sigma, zatímco druhý atom molybdenu vyvolává silnější elektrostatické odpuzování než by se dalo očekávat, protože dochází ke koncentraci elektronové hustoty blízko rovnovážné geometrie dimeru, což snižuje energii vazby. 6s orbital u wolframu takto nepůsobí. Trifluorjodmethan je dobrým akceptorem elektronů a způsobuje přesun části elektronové hustoty na šesternou vazbu, čímž snižuje efektivní řád vazby a také omezuje elektrostatické odpuzování. Pokles elektronové hustoty a s tím související oslabení odpudivých sil vede ke zvýšení energie vazby Mo-Mo o 22,4 kJ/mol a oslabení vazby W-W o 19,3 kJ/mol a následnému zkrácení vazby u dimolybdenu a prodloužení vazby u diwolframu.